# Mikiah Kreps
Mikiah Kreps (ur. 26 lipca 1996 r. w Niagara Falls (Stany Zjednoczone)) – amerykańska bokserka, brązowa medalistka mistrzostw świata.

## Kariera
W 2019 roku zdobyła brązowy medal podczas mistrzostw świata w Ułan Ude w kategorii do 54 kg, przegrywając w półfinale niejednogłośnie na punkty z Francuzką Caroline Cruveillier. Tego samego roku postanowiła przenieść się na boks zawodowy.